# Cuisson à l'étouffée

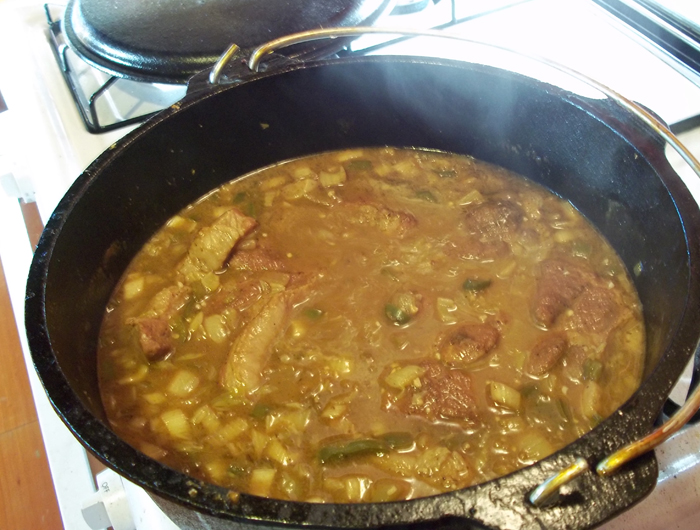
Porc rôti et légumes cuits à l'étouffée dans une casserole en fonte de four hollandaise de six litres.

La cuisson à l'étouffée est une méthode de cuisson à la vapeur à feu doux, dans un récipient fermé, comme une cocotte, n'utilisant que l'eau contenue dans un mets pour le faire cuire sous pression. On appelle également « étuver » la pratique de ce type de cuisson.
La cuisson à feu doux permet d'éviter le brunissement de l'aliment, et donc, de conserver davantage le goût propre au mets.